# Karauridae
De Karauridae zijn een familie van uitgestorven salamanderachtige dieren uit het Midden- tot Laat-Jura, die leefden in het gebied van wat nu Centraal-Azië (Kazachstan en Kirgizië) en West-Europa (Verenigd Koninkrijk) is. Het is niet bekend is of het nu de voorouders zijn van de moderne salamanders of dat het gaat om een volledig uitgestorven zijtak van de amfibieën. De fossielen worden voornamelijk in Kirgizië en Kazachstan gevonden. Het is nog niet duidelijk waar de grens ligt tussen de visachtige voorouders van de salamanders en de voorouders van andere amfibieën zoals de kikkers, die uit salamanderachtige dieren zijn ontstaan.
De familie omvat drie leden: Karaurus uit de Karabastauformatie uit het Midden-Laat-Jura van Kazachstan, Kokartus uit de Balabansaiformatie uit het Midden Jura van Kirgizië en Marmorerpeton uit de Forest Marbleformatie uit het Midden-Jura van Engeland en de Kilmaluagformatie van Schotland. De leden behoren tot de oudst bekende salamanders. De familie wordt verenigd door verschillende morfologische kenmerken, waaronder gesculpteerde schedel-dakbeenderen. Net als sommige moderne salamanders waren karauriden neotenisch. Leden van de familie voedden zich waarschijnlijk via zuigvoeding met kleine vissen en ongewervelden. De Siberische Kulgeriherpeton uit het Vroeg-Krijt is door sommige auteurs voorgesteld als een karauride.